# Список вулканов Папуа — Новой Гвинеи

## Вдоль северного и северо-западного берегаострова Новая Гвинея
| Название     | Высота, м | Расположение              | Фотография | Последнее извержение | Краткое геологическое описание |
| Название     | Высота, м | Координаты                | Фотография | Последнее извержение | Краткое геологическое описание |
| ------------ | --------- | ------------------------- | ---------- | -------------------- | --- |
| Бам          | 802       | 3°36′ ю. ш. 144°51′ в. д. |            | 1960                 | Активный стратовулкан. Высота над дном моря — 2405 м. Образует одноимённый остров овальной формы размерами 2,4 км на 1,6 км. Из-за недавнего извержения вершина свободна от растительности. Сложен голоценовыми и современными андезит-базальтами. Диаметр кратера около 300 м. У северного, юго-западного и южного берегов острова имеются горячие источники. С 1872 года зарегистрировано 16 извержений. |
| Манам        | 1829      | 4°06′ ю. ш. 145°05′ в. д. |            | 2009                 | Активный стратовулкан диаметром 25 км. Высота над уровнем дна моря — 2800 м. Образует одноимённый остров диаметром около 10 км. На вершине имеется два кратера. Более активным за время наблюдений был южный кратер.Конус сложен андезит-базальтами. С 1616 года (первое наблюдение) зарегистрировано множество извержений. После сильного извержения в 2004 году население покинуло остров. |
| Каркар       | 1831      | 4°39′ ю. ш. 145°58′ в. д. |            | 1980                 | Активный стратовулкан. Образует одноимённый остров в форме эллипса (с длинами осей 19 и 26 км). Конус сложен андезит-базальтами. Имеет две кальдеры (диаметр внешней — около 6 км, внутренней — около 3км). Во внутренней кальдере расположен активный кратер и два лавовых конуса — Улуман и Багиан. Первое извержение было зафиксировано в 1643 году Абелем Тасманом и с тех пор было отмечено ещё несколько извержений. |
| Багабаг      | 600       | 4°50′ ю. ш. 146°10′ в. д. |            | неизвестно           | Стратовулкан. Конус имеет в основании диаметр около 20 км и поднимается на высоту 1 км над дном моря, сложен базальт-андезитом. Образует остров практически правильной круглой формы и диаметром около 7 км. На острове имеются горячие источники. |
| Лонг-Айленд  | 1304      | 5°16′ ю. ш. 147°06′ в. д. |            | 1993                 | Кальдера, поднимающаяся над дном моря на 1600 м. Образует остров 30 км длиной и 21 км шириной. На южном склоне кальдеры на разломе находится потухший стратовулкан Пик Цериси, высотой 914 м, сложенный оливиновыми базальтами. В центре кальдеры (здесь образовалось озеро Уиздом) расположен активный конус — остров Мотмот. В северной части находится активный стратовулкан Маунт Реомюр, диаметром около 7 км. Извержения регистрируются с 1660 года (стало основой легенды о «Тёмных временах», из-за масштабного выброса пепла). Предполагаются значительные исторические извержения 16000 и 4000 лет назад. |
| Тало (Умбой) | 1390      | 5°36′ ю. ш. 147°53′ в. д. |            | неизвестно           | Древний вулканический массив, представленный островом эллиптической формы, размерами 49 на 27 км. В северо-западной части острова находится группа потухших вулканов, в центре которой — конус Тало — базальтовый стратовулкан, высотой 1390 м (по другим данным — 1584 м) и два кратера, заполненные озёрами — Соал и Барик. У их подножия — многочисленные горячие источники. Предположительное время образования — голоцен. |
| Сакар        | 998       | 5°25′ ю. ш. 148°06′ в. д. |            | 2009                 | Стратовулкан. Образует одноимённый остров, эллиптической формы (9 на 7 км). Остров поднимается над дном моря на 2500 м и на глубине 200 м сочленён подводным валом с островом Умбой. Основание острова сложено авгитовыми базальтами, а его верхняя часть — лабродоритовыми базальтами. Кратер, диампером 1,5 км, заполнен озером, на южном берегу острова есть горячие источники. Приблизительное время образования — голоцен. Последняя активность вулкана (не подтвержденная) наблюдалась начиная с 19 сентября 2009 года. До этого извержений не было по меньшей мере 10000 лет.                                |
| Риттер       | 107       | 5°31′ ю. ш. 148°07′ в. д. |            | 2007                 | Стратовулкан диаметром около 7 км и поднимающийся на 1350 м над дном пролива Дампьер. Сейчас вулкан образует остров длиной около 1,9 км и шириной 200 м. До катастрофического извержения 13 марта 1888 года, представлял собой остров около 1,5 км диаметром и 768 м высотой. Сейчас остров представляет собой восточный сегмент взорвавшегося кальдерного вала, сложенный оливиновыми базальтами. После извержения 1888 года было зафиксировано ещё 4 извержения (последнее в 2007 году вызвало также цунами и эвакуацию людей с соседнего острова Умбой).                                                         |

## ВулканыНовой Британии
| Название                   | Высота, м | Расположение              | Фотография | Последнее извержение | Краткое геологическое описание |
| Название                   | Высота, м | Координаты                | Фотография | Последнее извержение | Краткое геологическое описание |
| -------------------------- | --------- | ------------------------- | ---------- | -------------------- | ------------------------------ |
| Талаве-Лангила             | 2012      | 5°32′ ю. ш. 148°25′ в. д. |            | 2009                 |                                |
| Вулканы полуострова Вийоме |           |                           |            |                      |                                |
| Маунт-Ду-Фер               | 753       | 5°35′ ю. ш. 150°07′ в. д. |            |                      |                                |
| Гарбуна                    | 564       | 5°27′ ю. ш. 150°02′ в. д. |            | 2008                 |                                |
| Таласеа                    | 565       | 5°18′ ю. ш. 150°04′ в. д. |            | неизвестно           |                                |
| Бола                       | 1164      | 5°09′ ю. ш. 150°02′ в. д. |            | неизвестно           |                                |
| Дакатуа                    | 320       | 5°03′ ю. ш. 150°07′ в. д. |            | 1895                 |                                |
| Вулканы островов Виту      |           |                           |            |                      |                                |
| Нараге                     | 315       | 4°33′ ю. ш. 149°07′ в. д. |            | плейстоцен           |                                |
| Гарове                     | 350       | 4°41′ ю. ш. 149°30′ в. д. |            |                      |                                |
| Унеа                       | 750       | 5°00′ ю. ш. 149°12′ в. д. |            |                      |                                |
| Вулканы залива Кимбе       |           |                           |            |                      |                                |
| Лоло                       | 818       | 5°25′ ю. ш. 150°31′ в. д. |            | неизвестно           |                                |
| Паго                       | 724       | 5°35′ ю. ш. 150°32′ в. д. |            | 2007                 |                                |
| Саддл                      | 210       | 5°27′ ю. ш. 150°47′ в. д. |            |                      |                                |
| Сулу                       | 570       | 5°32′ ю. ш. 150°54′ в. д. |            |                      |                                |
| Харги-Галлосеуло           | 1173      | 5°20′ ю. ш. 151°07′ в. д. |            |                      |                                |
| Бамус                      | 2248      | 5°12′ ю. ш. 151°16′ в. д. |            | 1886                 |                                |
| Улавун                     | 2300      | 5°01′ ю. ш. 151°21′ в. д. |            | 1993                 |                                |
| Ликуруанга                 | 990       | 4°55′ ю. ш. 151°22′ в. д. |            |                      |                                |
| Лолобау                    | 932       | 4°56′ ю. ш. 151°10′ в. д. |            | 1911—1912            |                                |
| Вулканы группы Рабаул      |           |                           |            |                      |                                |
| Южный Даугчер              | 490       | 4°15′ ю. ш. 152°14′ в. д. |            |                      |                                |
| Тавурвур                   | 714       | 4°14′ ю. ш. 152°12′ в. д. |            | 2014                 |                                |
| Мочер                      | 690       | 4°14′ ю. ш. 152°13′ в. д. |            |                      |                                |
| Рабаланкайя                | 120       | 4°13′ ю. ш. 152°12′ в. д. |            |                      |                                |
| Северный Даугчер           | 540       | 4°11′ ю. ш. 152°10′ в. д. |            |                      |                                |
| Сульфур-Крик               | 24        | 4°13′ ю. ш. 152°11′ в. д. |            |                      |                                |
| Варзин                     | 610       | 4°25′ ю. ш. 152°10′ в. д. |            |                      |                                |
| Ватом                      | 340       | 4°07′ ю. ш. 152°05′ в. д. |            |                      |                                |

## Вулканы островаНовая Гвинея
| Название            | Высота, м | Расположение              | Фотография | Последнее извержение | Краткое геологическое описание |
| Название            | Высота, м | Координаты                | Фотография | Последнее извержение | Краткое геологическое описание |
| ------------------- | --------- | ------------------------- | ---------- | -------------------- | ------------------------------ |
| Хребет Кубор-Рейндж |           |                           |            |                      |                                |
| Маунт-Сиса          | 2667      | 6°12′ ю. ш. 142°40′ в. д. |            |                      |                                |
| Маунт-Босави        | 2469      | 6°40′ ю. ш. 142°45′ в. д. |            |                      |                                |
| Дома-Пикс           | 3567      | 5°54′ ю. ш. 143°09′ в. д. |            |                      |                                |
| Маунт-Марри         | 2254      | 6°45′ ю. ш. 144°01′ в. д. |            |                      |                                |
| Маунт-Иалибу        | 3465      | 6°14′ ю. ш. 144°05′ в. д. |            |                      |                                |
| Маунт-Хаген         | 3765      | 5°45′ ю. ш. 144°05′ в. д. |            |                      |                                |
| Гилуве              | 4368      | 6°02′ ю. ш. 144°07′ в. д. |            |                      |                                |
| Дуау-Фавенк         | 1584      | 7°02′ ю. ш. 144°37′ в. д. |            |                      |                                |
| Маунт-Суару         | 2665      | 6°18′ ю. ш. 144°38′ в. д. |            |                      |                                |
| Маунт-Каримуи       | 2569      | 6°31′ ю. ш. 144°49′ в. д. |            |                      |                                |
| Крейтер-Маунт       | 3231      | 6°35′ ю. ш. 145°05′ в. д. |            |                      |                                |
| Йелия               | 3385      | 7°03′ ю. ш. 145°51′ в. д. |            |                      |                                |
| Хребет Оуэн Стэнли  |           |                           |            |                      |                                |
| Каранга             | 2000      | 7°19′ ю. ш. 146°44′ в. д. |            |                      |                                |
| Ламингтон           | 1687      | 5°56′ ю. ш. 148°10′ в. д. |            |                      |                                |
| Маунт-Манна         | 1130      | 9°08′ ю. ш. 148°30′ в. д. |            |                      |                                |
| Маунт-Трафальгар    | 1840      | 9°09′ ю. ш. 149°10′ в. д. |            |                      |                                |
| Маунт-Виктори       | 1928      | 9°12′ ю. ш. 149°04′ в. д. |            |                      |                                |
| Горопу              | 540       | 9°34′ ю. ш. 149°04′ в. д. |            |                      |                                |
| Сесара              | 500       | 9°30′ ю. ш. 148°10′ в. д. |            |                      |                                |
| Вулкан Гидрографов  | 1500      | 8°58′ ю. ш. 148°22′ в. д. |            |                      |                                |
| Мадилого            | 600       | 9°12′ ю. ш. 147°34′ в. д. |            |                      |                                |

## Вулканы островов Д’Антркастро
| Название        | Высота, м | Расположение              | Фотография | Последнее извержение | Краткое геологическое описание |
| Название        | Высота, м | Координаты                | Фотография | Последнее извержение | Краткое геологическое описание |
| --------------- | --------- | ------------------------- | ---------- | -------------------- | ------------------------------ |
| Маунт-Ойакааи   | 500       | 9°15′ ю. ш. 150°12′ в. д. |            |                      |                                |
| Ваталума-Хилл   | 500       | 9°16′ ю. ш. 150°17′ в. д. |            |                      |                                |
| Какула          | 610       | 9°37′ ю. ш. 150°27′ в. д. |            |                      |                                |
| Ламонаи-Кратер  | 490       | 9°40′ ю. ш. 150°52′ в. д. |            |                      |                                |
| Оиау-Кратер     | 370       | 9°41′ ю. ш. 150°52′ в. д. |            |                      |                                |
| Санароа-о-Велле | 200       | 9°36′ ю. ш. 150°59′ в. д. |            |                      |                                |
| Добу            | 274       | 9°45′ ю. ш. 150°52′ в. д. |            |                      |                                |

## Вулканы Адмиралтейско-Соломоновой островной дуги
| Название               | Высота, м | Расположение              | Фотография | Последнее извержение | Краткое геологическое описание |
| Название               | Высота, м | Координаты                | Фотография | Последнее извержение | Краткое геологическое описание |
| ---------------------- | --------- | ------------------------- | ---------- | -------------------- | ------------------------------ |
| Острова Адмиралтейства |           |                           |            |                      |                                |
| Саут-Уэст-Пойнт        | 200       | 2°12′ ю. ш. 146°33′ в. д. |            |                      |                                |
| Мбуке                  | 183       | 2°20′ ю. ш. 146°50′ в. д. |            |                      |                                |
| Балуан                 | 254       | 2°33′ ю. ш. 147°17′ в. д. |            |                      |                                |
| Тулуман                | 40        | 2°27′ ю. ш. 147°18′ в. д. |            |                      |                                |
| Острова Табар — Фени   |           |                           |            |                      |                                |
| Табар                  | 621       | 2°47′ ю. ш. 151°56′ в. д. |            |                      |                                |
| Сумун                  | 853       | 3°07′ ю. ш. 152°35′ в. д. |            |                      |                                |
| Малендок               | 500       | 3°27′ ю. ш. 153°13′ в. д. |            |                      |                                |
| Бабасе                 | 200       | 4°03′ ю. ш. 153°47′ в. д. |            |                      |                                |
| Остров Бугенвиль       |           |                           |            |                      |                                |
| Торе                   | 2134      | 5°51′ ю. ш. 154°55′ в. д. |            |                      |                                |
| Балби                  | 2743      | 5°55′ ю. ш. 155°00′ в. д. |            |                      |                                |
| Нума-Нума              | 1653      | 6°02′ ю. ш. 155°12′ в. д. |            |                      |                                |
| Билли-Митчелл          | 1532      | 6°06′ ю. ш. 155°13′ в. д. |            |                      |                                |
| Багана                 | 1999      | 6°08′ ю. ш. 155°12′ в. д. |            |                      |                                |
| Рейни                  | 1925      | 6°09′ ю. ш. 155°13′ в. д. |            |                      |                                |
| Баканови               | 610       | 6°09′ ю. ш. 155°21′ в. д. |            |                      |                                |
| Маунт-Такуам           | 2251      | 6°27′ ю. ш. 155°36′ в. д. |            |                      |                                |
| Маунт-Тарока           | 2176      | 6°28′ ю. ш. 155°35′ в. д. |            |                      |                                |
| Лолору                 | 1894      | 6°31′ ю. ш. 155°37′ в. д. |            |                      |                                |